# Natura 2000-område nr. 75 Harrild Hede, Ulvemosen og heder i Nørlund Plantage
Natura 2000-område nr. 75 Harrild Hede, Ulvemosen og heder i Nørlund Plantage  er et habitatområde (H64), ligger vest for israndslinjen, med hovedparten i Ikast-Brande Kommune og en lille del i Herning Kommune. Habitatoprådet Harrild Hede, Ulvemosen og Nørlund Plantage har et areal på i alt 2349 ha. hvoraf 2.232 ha er statsejet.
Området omfatter både bakkeøer og smeltevandssletter og flere steder er der præg af sandflugt og der er flere markante indlandsklitter. Det er et naturligt næringsfattigt naturområde med oprindelig natur i form af højmoser, indlandsklitter, småsøer, nedskårne kløfter med vandløb, hængesæk og tørvelavninger. Store arealer består af vidtstrakte hedearealer gennemskåret af vandløbene Kvindebækken, Hallundbæk og Holtum Å. Arealet er fordelt med 9 ha sø, 218,5 ha mose, 2,6 ha fersk eng, 957 ha skov og 899 ha tør hede. Resten af arealet består af agerjord, bebyggelse m.m. I Natura 2000-området er der 11,6 km vandløb.

## Fredning
3 områder på i alt 910 ha af Harrild Hede blev fredet i 1934 og 1954. I 1948 overtog staten den fredede hede. En af grundene til at frede heden, var for at beskytte en bestand af urfugle. Det lykkedes ikke og i dag er urfuglen uddød i Danmark..

## Videre forløb
Natura 2000-planen er vedtaget i 2011, hvorefter kommunalbestyrelserne og Naturstyrelsen skal udarbejde bindende handleplaner, som skal sikre gennemførelsen af planen. Planen videreføres og videreudvikles i senere planperioder.
Natura 2000-området ligger i Ikast-Brande- og Herning Kommune, og naturplanen koordineres med vandplanen for 1.8 Hovedvandopland Ringkøbing Fjord 

## Eksterne kilder og henvisninger
1. ↑  Miljøstyrelsen Midtjylland (juni 2023). "Naturplan 2022-2027  Natura 2000-område nr.  75 Harrild Hede, Ulvemosen og heder i Nørlund Plantage" (PDF). mst.dk. Miljøstyrelsen. Arkiveret (PDF) fra originalen 7. juni 2024. Hentet 14. juni 2024.
2. ↑  
Miljøstyrelsen Midtjylland (november 2021). "Revideret basisanalyse 2022-2027  Natura 2000-område nr. 75 Harrild Hede, Ulvemosen og heder i Nørlund Plantage" (PDF). mst.dk. Miljøstyrelsen. Arkiveret (PDF) fra originalen 7. juni 2024. Hentet 14. juni 2024.
3. ↑  Om fredningen på fredninger.dk
4. ↑  "Natura 2000-planlægning 2022-2027". mst.dk. Miljøstyrelsen. 2023. Arkiveret fra originalen 29. marts 2024. Hentet 11. maj 2024.
5. ↑  Forslag til vandplan Hovedvandopland 1.8 Ringkøbing Fjord via web.archive.org

- Kort over området på miljoegis.mim.dk
- Om naturplanen Arkiveret 4. marts 2016 hos  Wayback Machine på Naturstyrelsens websider